# Simon Wolimhaus
Simon Johansson Wolimhaus, född 1601 i Königsee, Thüringen, död 16 oktober 1658 i Uppsala, var en tysk-svensk apotekare.

## Biografi
Simon Wolimhaus var son till borgmästaren Johannes Wolimhaus och Elisabeth Kirchner. Han kom till gymnasiet i Gotha 1614, blev apotekargesäll i Saalfeld 1616, fick anställning i Meissen hos dr Beck, medicamentarius hos hertigen av Sachsen 1618 samt flyttade till apotek i Frankfurt an der Oder 1620 och i Danzig 1621. Då han där fick höra, att Gustav II Adolf tänkte skaffa Uppsala universitet ett apotek och sökte en föreståndare för detta, anmälde han sig och erhöll platsen. Han bosatte sig 1626 i Uppsala, öppnade snart akademiapoteket Kronan där och erhöll privilegium 1628. Wolimhaus verkar ha skött apoteket väl, och handlade även med vin, tobak och kryddor samt idkade troligen någon läkarpraktik. Wolimhaus ägnade sig också åt teologiska studier och spekulationer, som bland annat resulterade i ett 1650–1653 författat verk i sex delar, Die zwölf biblischen Hertz- und Weltstunden (nu i Uppsala universitetsbibliotek). Han intresse för kabbalismen förde honom samman med Johan Bure, som hade trott sig kunna räkna ut, att yttersta domen skulle inträffa hösten 1647, medan Wolimhaus beräkningar visade på våren 1648. I det vad de ingick med varandra lämnade de sina respektive gårdar som insats, men då inget hände vid någondera tidpunkterna, beslöt de att behålla gårdarna. Denna episod tog Wilhelm Peterson-Berger som ämne för sin opera Domedagsprofeterna, där Wolimhaus med orätt framställs i mindre fördelaktig dager. 
Han var från 1626 gift med Helena Nilsdotter, död 1645, och från Catharina Andersdotter Brandt. I andra äktenskapet blev han far till Jakob Volimhaus, senare adlad Gyllenborg och Anders Volimhaus, adlad Leijonstedt.